# Avisa Lá Que Eu Vou
Avisa Lá Que Eu Vou é um programa de variedades brasileiro, apresentado por Paulo Vieira e estreado em 3 de maio de 2022 no serviço de streaming Globoplay e no canal pago citado. O programa é dividido em temporadas anuais. Sua primeira temporada foi produzida pela Floresta Realizações Audiovisuais, e a partir da 2ª, pelos Estúdios Globo
Devido à boa recepção na TV por assinatura, a TV Globo passou a exibir trechos de alguns episódios dentro do Fantástico como um quadro do dominical em 2023. Após a boa audiência, a emissora decidiu lançar a atração como um programa próprio na TV aberta, com estreia em 2 de outubro de 2024, nas noites de quarta-feira, exibido após o Segue o Jogo. Desde então, o programa segue em exibição como uma atração solo na grade da emissora, sendo transmitido em esquema de revezamento com o Que História É Essa, Porchat?.

## Formato
Paulo Vieira embarca em uma turnê pelo interior do Brasil, buscando conhecer diferentes pessoas. Durante dois dias em cada parada, ele estaciona e realiza uma apresentação, transformando as ruas em palco para trocas, conversas e risadas, envolvendo personagens e histórias locais.

## Episódios
| Temporada | Temporada | Episódios | Exibição             | Exibição             |
| Temporada | Temporada | Episódios | Estreia de temporada | Final de temporada   |
| --------- | --------- | --------- | -------------------- | -------------------- |
|           | 1         | 10        | 3 de maio de 2022    | 5 de julho de 2022   |
|           | 2         | 10        | 2 de maio de 2023    | 4 de julho de 2023   |
|           | 3         | 10        | 9 de maio de 2024    | 11 de julho de 2024  |
|           | 4         | 10        | 17 de junho de 2025  | 19 de agosto de 2025 |

## 1.ª Temporada (2022)
A temporada contou com 10 episódios, exibidos às quartas-feiras, de 3 de maio a 5 de julho de 2022.

| Episódio | Título               | Exibição Original   |
| -------- | -------------------- | ------------------- |
| 1        | Natividade           | 3 de maio de 2022   |
| 2        | Alto Paraíso         | 10 de maio de 2022  |
| 3        | Codó                 | 17 de maio de 2022  |
| 4        | Taperoá              | 24 de maio de 2022  |
| 5        | Cabaceiras           | 31 de maio de 2022  |
| 6        | Monsenhor Gil        | 7 de junho de 2022  |
| 7        | Altinho              | 14 de junho de 2022 |
| 8        | São Thomé das Letras | 21 de junho de 2022 |
| 9        | Caxambu              | 28 de junho de 2022 |
| 10       | Piranhas             | 5 de julho de 2022  |

## 2.ª Temporada (2023)
A temporada contou com 10 episódios, exibidos às quartas-feiras, de 2 de maio a 4 de julho de 2023.

| Episódio | Título         | Exibição Original   |
| -------- | -------------- | ------------------- |
| 1        | Maragogipe     | 2 de maio de 2023   |
| 2        | Esmeraldas     | 9 de maio de 2023   |
| 3        | Ilha de Marajó | 16 de maio de 2023  |
| 4        | Várzea Alegre  | 23 de maio de 2023  |
| 5        | Buíque         | 30 de maio de 2023  |
| 6        | Cachoeira      | 6 de junho de 2023  |
| 7        | Nazaré da Mata | 13 de junho de 2023 |
| 8        | Mucugê         | 20 de junho de 2023 |
| 9        | Itabaianinha   | 27 de junho de 2023 |
| 10       | Rio Amazonas   | 4 de julho de 2023  |

## 3.ª Temporada (2024)
A temporada contou com um total de 10 episódios, exibidos às quintas-feiras, de 9 de maio a 11 de julho de 2024.

| Episódio | Título              | Exibição Original   |
| -------- | ------------------- | ------------------- |
| 1        | Amazônia Brasileira | 9 de maio de 2024   |
| 2        | Santo Amaro         | 16 de maio de 2024  |
| 3        | Afuá                | 23 de maio de 2024  |
| 4        | Ibiraçu             | 30 de maio de 2024  |
| 5        | Barra do Garças     | 6 de junho de 2024  |
| 6        | Rondonópolis        | 13 de junho de 2024 |
| 7        | Abrolhos            | 20 de junho de 2024 |
| 8        | Circo               | 27 de junho de 2024 |
| 9        | Uruana              | 4 de julho de 2024  |
| 10       | Círio de Nazaré     | 11 de julho de 2024 |

## 4.ª Temporada (2025)
A temporada contou com um total de 10 episódios, exibidos às terças-feiras, de 17 de junho a 19 de agosto de 2025.
| Episódio | Título            | Exibição Original    |
| -------- | ----------------- | -------------------- |
| 1        | Monte Belo do Sul | 17 de junho de 2025  |
| 2        | Cametá            | 24 de junho de 2025  |
| 3        | Ilha de Itaparica | 1 de julho de 2025   |
| 4        | Cangaço           | 8 de julho de 2025   |
| 5        | Goiás Velho       | 15 de julho de 2025  |
| 6        | Quadrilha         | 22 de julho de 2025  |
| 7        | Estúdios Globo    | 29 de julho de 2025  |
| 8        | Lagoa da Prata    | 5 de agosto de 2025  |
| 9        | Ametista do Sul   | 12 de agosto de 2025 |
| 10       | Mundo Místico     | 19 de agosto de 2025 |

## Prêmios e indicações
| Ano  | Prêmio                 | Categoria                    | Trabalho                                         | Resultado | Ref.   |
| ---- | ---------------------- | ---------------------------- | ------------------------------------------------ | --------- | ------ |
| 2024 | Melhores do Ano        | Humor: Troféu Paulo Gustavo  | Paulo Vieira                                     | Venceu    | [ 8 ]  |
| 2024 | Prêmio ABRA de Roteiro | Melhor Roteiro de Variedades | Luiza Yabrudi, Pedro Alvarenga e Daniella Ocampo | Venceu    | [ 9 ]  |
| 2025 | Prêmio ABRA de Roteiro | Melhor Roteiro de Variedades | Luiza Yabrudi, Thales Felipe e Daniela Ocampo    | Venceu    | [ 10 ] |